# Campeonato de fútbol de Abjasia
Чемпионат Абхазии По Футболу (por razones de patrocinio, Superliga APSNY) es la máxima competición de futbol que se celebra en Abjasia.
En la temporada 2018/2019, el campeonato se celebró según el esquema "otoño-primavera", pero desde el 2020 ha vuelto al sistema primavera-otoño otra vez. El campeón actual es el FC Nart Sukhumi, siendo este mismo el más laureado del campeonato.

## Historia

### Comienzo
El fútbol en Abjasia siempre ha sido un deporte masivo. El primer equipo de fútbol de Abjasia se creó en 1908 a partir de los estudiantes de Sukhum y se llamó "Veni, Vidi, Vici". Tres años después, fueron varios los equipos que realizaron partidos amistosos con equipos de otras ciudades de la URSS. Y el primer equipo de fútbol soviético "Unión" se organizó en 1921.

### Periodo soviético
Al año siguiente, se organizaron tres equipos más: Olympia, Chon (Unidad de Propósito Especial) y Unitas. Jugaron partidos fuera de la ciudad con los equipos de Batumi, Poti y el escuadrón de la Flota del Mar Negro. Estos partidos ayudaron a mejorar la clase de los futbolistas abjasios . En 1923 en Sukhum los marineros del vapor mercante que llegaba de Inglaterra jugaron con la selección nacional de la ciudad de Sukhum, tras recibir 4 balones en sus propias puertas, los futbolistas ingleses abandonaron el campo y se dirigieron al vapor.
Las primeras competiciones oficiales para el campeonato de la capital de Abjasia se celebraron en 1923. El título de campeón de la ciudad lo ganó el equipo "Unitas". Y en 1925, la selección nacional de Abjasia celebró sus primeros encuentros con equipos de Rusia , Ucrania y Azerbaiyán . En 1926, se celebró por primera vez el campeonato de Abjasia. Asistieron 11 equipos.
En 1936, los equipos de fútbol más fuertes de la Unión Soviética llegaron a Abjasia por primera vez para los entrenamientos de primavera: el Spartak de Moscú y el Dynamo  , los equipos de Leningrado, Zaporozhye, Dnepropetrovsk. Desde este período, los maestros del fútbol soviético han realizado entrenamientos de primavera en Abjasia todos los años. Como resultado de los encuentros con los maestros y su ayuda fraternal en Abjasia, se formó una maravillosa tradición de fútbol.
A finales de 1945, el equipo de artesanos de Moscú " Alas de los soviéticos " llegó a Sukhum . Junto a ellos estaban los jóvenes que ganaron el título de campeones de Moscú ese año. Sujumi “Dynamo” ganó dos veces a los moscovitas y N. Simonyan marcó todos los goles . Después de estas reuniones, los entrenadores de "alas" invitaron a Nikita Simonyan a Moscú para unirse a su equipo. Así comenzó el camino del famoso futbolista y funcionario del fútbol.
La Federación de Fútbol de Abjasia se estableció oficialmente en 1961. Luego, el equipo de Sujumi "Ritsa", luego rebautizado como "Dynamo", obtuvo el derecho a jugar en el campeonato de la URSS entre los equipos de la clase "B". Sujumi "Dynamo" posee los mayores logros en el campeonato de la URSS entre los equipos de Abjasia.
En 1989, tras haber ganado los play-offs en la segunda liga de la novena zona, el Dynamo Sukhumi avanzó a la primera liga del Campeonato de la URSS. Los aficionados al fútbol llenaron las gradas del Estadio Republicano .
Estaba formado por maestros de clase alta: Roman Khagba , Georgy Chaligava , Tamaz Yenik , Gocha Gogrichiani , Guram Benidze , Robert Bostanjyan , Said Tarba , Roderi Tarba , Tengiz Logua , Daur Akhvlediani , Jemal Gubaz , Juma Kvaratskhelia y otros.

### Década de los 90s
En 1990, los futbolistas georgianos abandonaron el equipo y organizaron otro equipo "Tskhum", que entró en el campeonato de Georgia. Y el Dynamo fue reforzado por jugadores de la segunda alineación del Moscow Dynamo , incluido Sergei Ovchinnikov, que luego se convirtió en el portero de la selección rusa, así como por Alexander Smirnov , Ravil Sabitov y otros. Oleg Dolmatov , quien luego entrenó al CSKA de Moscú y locomotora ".
En 1992, el Campeonato de la URSS no se celebró debido al colapso del país. El equipo de Sukhumi se incluyó en la liga superior del campeonato CIS, pero este campeonato nunca se llevó a cabo. Los futbolistas del Sujumi " Dynamo " empezaron a jugar para las selecciones rusas de la máxima y primera ligas. Luego comenzó la Guerra Patria de los pueblos de Abjasia. Muchos futbolistas con armas en la mano defendieron la Patria, algunos de ellos no regresaron El jugador del Sujumi " Dynamo  " Daur Akhvlediani fue galardonado póstumamente con el título de Héroe de Abjasia El estadio de Gagra lleva su nombre.
Los clubes abjasios se negaron a participar en la Liga georgiana y permanecieron en el torneo soviético hasta su desaparición definitiva en 1991. El club más representativo de la zona era el Dinamo Sujumi, que disputó la Primera Liga (segunda categoría) en 1990 y 1991.

### Período independiente
En 1992 Abjasia declaró su independencia de Georgia y estalló una guerra civil que duró dos años. Cuando en 1994 se firmó un acuerdo de paz, la región se mantuvo de facto como una república independiente sin reconocimiento internacional. Sus clubes de fútbol no ingresaron en la liga georgiana y en 1994 se organizó un campeonato de fútbol propio, bajo control de la Asociación de Fútbol de Abjasia. En este primer campeonato, participaron 15 equipos.
En 2014, se completó la construcción del moderno estadio Dynamo en Sukhum , que cumple con los requisitos para la celebración de reuniones internacionales. Actualmente, más de 1.500 personas están involucradas en el fútbol en Abjasia .
La Copa Mundial ConIFA de 2016 : la segunda Copa del Mundo , que se celebró bajo los auspicios de ConIFA , torneo internacional de fútbol para naciones y pueblos, minorías y regiones no incluidas en la FIFA . El torneo se llevó a cabo del 28 de mayo al 6 de junio de 2016 en las ciudades abjasias de Sukhum y Gagra . La selección de Abjasia se convirtió en la ganadora del Campeonato de Fútbol ConIFA, derrotando al equipo de Panjab en el partido final con un marcador de 7: 6 en los penaltis, el domingo 5 de junio.
En 2018, se celebró el 25º campeonato, en el que participaron 7 equipos, entre ellos dos de Sujumi: " Nart " y " Dynamo ". 
La Federación de Fútbol también organiza campeonatos para equipos infantiles. Hay 13 equipos en la Liga de fútbol infantil. Los partidos amistosos de la selección nacional de Abjasia se llevan a cabo con equipos de Osetia del Sur, Artsaj y equipos de Rusia. En los últimos años se ha trabajado mucho en Abjasia para popularizar el fútbol. Se han construido decenas de campos de minifútbol en todas las regiones del país.

## Palmarés
| - 1994 : FC Dinamo Sukhumi - 1995 : FC Kiaraz Pitsunda - 1996 : FC Yertsakhu Ochamchira - 1997 : FC Kiaraz Pitsunda - 1998 : FC Yertsakhu Ochamchira - 1999 : FC Nart Sukhumi - 2000 : FC Nart Sukhumi - 2001 : FC Abazg Soukhoumi - 2002 : Ritsa FC - 2003 : FC Nart Sukhumi - 2004 : FC Kiaraz Pitsunda - 2005 : FC Nart Sukhumi | - 2006 : FC Gagra - 2007 : FC Nart Sukhumi - 2008 : FC Nart Sukhumi - 2009 : FC Nart Sukhumi - 2010 : FC Gagra - 2011 : FC Nart Sukhumi - 2012 : FC Gagra - 2013 : FC Nart Sukhumi - 2014 : FK Afon - 2015 : FK Afon - 2016 : FC Nart Sukhumi - 2017 : FK Afon | - 2018 : FC Nart Sukhumi - 2018-19 : FC Nart Sukhumi - 2019 : Cancelado - 2020 : FC Nart Sukhumi - 2021 : FC Nart Sukhumi - 2022 : Ritsa FC |

## Títulos por club
| Club                    | Campeón | Años de los campeonatos                                                               |
| ----------------------- | ------- | ------------------------------------------------------------------------------------- |
| FC Nart Sukhumi         | 14      | 1999, 2000, 2003, 2005, 2007, 2008, 2009, 2011, 2013, 2016, 2018, 2018-19, 2020, 2021 |
| FC Kiaraz Pitsunda      | 3       | 1995, 1997, 2004                                                                      |
| FC Gagra                | 3       | 2006, 2010, 2012                                                                      |
| FK Afon                 | 3       | 2014, 2015, 2017                                                                      |
| FC Yertsakhu Ochamchira | 2       | 1996, 1998                                                                            |
| Ritsa FC                | 2       | 2002, 2022                                                                            |
| FC Dinamo Sukhumi       | 1       | 1994                                                                                  |
| FC Abazg Soukhoumi      | 1       | 2001                                                                                  |